# Tenor (site)
Tenor, Inc. é um mecanismo de busca e banco de dados online de GIFs de propriedade do Google. Seu principal produto é o GIF Keyboard, que está disponível para Android, iOS e macOS.

## História
A empresa foi fundada pelos empresários David Macintosh, Erick Hachenburg e Frank Nawabi em fevereiro de 2014 como Riffsy. A Tenor foi financiada pela Redpoint Ventures, Menlo Ventures, Cowboy Ventures e Tenaya Capital.
Em 27 de março de 2018, a Tenor foi adquirida pelo Google. A empresa continuará a operar como uma marca autônoma.

## Parcerias
O Tenor está disponível em vários teclados e aplicativos de mensagens.
Em 25 de abril de 2017, a Tenor apresentou um aplicativo que disponibiliza GIFs na Touch Bar do MacBook Pro. Os usuários podem percorrer os GIFs e tocar para copiá-los para a área de transferência.
Em 7 de setembro de 2017, a Tenor anunciou um SDK para o Unity e o ARKit da Apple. Ele permite que os desenvolvedores integrem GIFs em aplicativos e jogos de realidade aumentada.

## Censura
Em 6 de novembro de 2017, em resposta ao fato de os usuários terem utilizado o Tenor e serviços semelhantes para distribuir GIFs com conteúdo ilegal de acordo com as leis locais, o Ministério da Comunicação e Informática da Indonésia ameaçou bloquear o WhatsApp. O órgão regulador reconheceu que, apesar de ser de provedores terceirizados, o WhatsApp era totalmente responsável por permitir que o conteúdo fosse disseminado aos usuários, pois o recurso fazia parte de sua plataforma. No dia seguinte, o Tenor foi bloqueado no país. As ameaças foram retiradas posteriormente.